# Patricia Ott
Patricia Ott (* 15. Mai 1960 in Frankfurt am Main) ist eine ehemalige deutsche Hockeyspielerin und Olympiateilnehmerin.
Patricia Ott wechselte 1983 vom SC 1880 Frankfurt zum SC Brandenburg nach Berlin. Sie beendete ihre Karriere beim Berliner HC. Patricia Ott spielte auf der Rechtsaußenposition im Sturm.
Sie debütierte 1980 in der deutschen Hockeynationalmannschaft. Bei der Weltmeisterschaft 1983 belegte sie mit der deutschen Mannschaft den vierten Platz. Im Mai 1984 wurde in Lille die erste Feldhockey-Europameisterschaft der Damen ausgetragen, nach einer Halbfinalniederlage gegen die Niederländerinnen siegten die deutschen Spielerinnen im Spiel um Bronze gegen die Britinnen. Zwei Monate später besiegten die Niederländerinnen die deutsche Mannschaft bei den Olympischen Spielen in Los Angeles mit 6:2, die deutsche Mannschaft gewann Silber hinter den Niederländerinnen und vor den US-Amerikanerinnen. 1985 stand sie in der siegreichen Mannschaft bei der Europameisterschaft im Hallenhockey. Im Jahr darauf gewann sie bei der Weltmeisterschaft 1986 erneut Silber hinter den Niederländerinnen. Insgesamt wirkte Patricia Ott von 1980 bis 1986 in 72 Länderspielen mit, davon 5 in der Halle.